# Туфени (Прахова)
Туфени (рум. Tufeni) насеље је у Румунији у округу Прахова у општини Бајкој. Oпштина се налази на надморској висини од 329 m.

## Прошлост
У месту "Туфери" је током 19. века била православна парохија, која припада Мехадијском протопрезвирату. Ту 1824. године службује парох, поп Павел Гимбоша.

## Становништво
Према подацима из 2002. године у насељу је живело 1216 становника, од којих су сви румунске националности.